# Pristavek
Pristávek je desno, nekako polstavčno določilo samostalnika ali samostalniške besedne zveze, s katerim na drug način poimenujemo isto predmetnost (npr. France Prešeren, največji slovenski pesnik, tam, doma pri starših ...) Od odnosnice se zapisuje ločeno z vejico. Pristavčna vejica v govoru navadno zaznamuje premor.
Lastnoimensko poimenovanje za občnoimenskim lahko vežemo tudi tesno kot prilastek in ga ne ločimo s premorom ali intonacijo v govoru oziroma z vejico v zapisu. Natančneje Pravopis določa, da če je lastno ime določilo pred njim stoječe besedne zveze, ga od nje ločimo z vejico le, kadar domnevamo, da zveza tega imena ne napoveduje samoumevno. Zgleda za nesamoumevno napovedovanje in s tem za zapis s pristavčno vejico sta na primer Predsednik senatnega odbora za zunanjo politiko ameriškega kongresa, John Smith, je povedal ..., Začasni predsednik Somalije, Abdulahi Jusuf, je zatrdil ... Primer zapisa lastnega imena kot desnega prilastka zaradi samoumevnosti imena je Nemška kanclerka Angela Merkel je dejala ...